# Albert Badrikian
Albert Badrikian (* 11. Januar 1933 in Lyon; † 31. Juli 1994 in einer Gletscherspalte des Glacier des Bossons im Mont-Blanc-Massiv) war ein französischer Mathematiker und Professor für Mathematik an der Universität Blaise Pascal Clermont-Ferrand II. Badrikian gründete zusammen mit Paul-Louis Hennequin die renommierte und einflussreiche Sommerschule École d’Été de Probabilités de Saint-Flour.
Er beschäftigte sich vor allem mit der Stochastik, Maßtheorie und der ε-Entropie.

## Leben
Badrikian wurde am 11. Januar 1933 in Lyon als drittes Kind einer aus Armenien eingewanderten Familie geboren. Er besuchte die Universität in Lyon, schrieb dort zwei Diplomarbeiten, darunter eine über Stochastik in Banach-Räumen, und schloss 1952 mit dem Diplôme d’études supérieures spécialisées ab. Danach war er mehrere Jahre als Assistent und Lehrer in der Sekundarstufe tätig.
Etwas später wurde er Forschungspraktikant am CNRS im Laboratoire de Probabilités an der Universität Paris IV in Paris unter der Leitung von Robert Fortet. Von 1960 bis 1962 absolvierte er den französischen Militärdienst. Nach seiner Rückkehr 1962 zum CNRS beging er ein Doktoratsstudium bei Fortet. In derselben Zeit hatte er Kontakt zu Laurent Schwartz, der ihm wertvolle Ratschläge gab. Am 18. Dezember 1967 verteidigt er seine Dissertation Les éléments aléatoires vectoriels et leurs fonctionnelles caractéristiques und gewann mit ihr die Bronze-Medaille des CNRS.
Ende 1965 bekam Badrikian eine Einladung an die Universität Blaise Pascal in Clermont-Ferrand, wo er 1968 Dozent, 1970 Professor ohne Lehrstuhl und 1972 Titularprofessor wurde. Dort besorgte er für die Bibliothek viele Bücher der russischen Mathematikschule. Es war ihm ein besonderes Anliegen, die jungen Studierenden in die Forschung einzuführen. 1967 bis 1969 veröffentlichte er Artikel über zylindrische Maße und lineare Zufallsfunktionen, welche 1970 zusammengefasst in einem Buch unter dem Titel Séminaire sur les fonctions aléatoires linéaires et les mesures cylindriques veröffentlicht wurde. Unter den Stochastikern in Frankreich herrschte damals enger Kontakt und so trafen sich jedes Quartal die Wahrscheinlichkeitstheoretiker aus Clermont-Ferrand mit denen aus Lyon und Dijon. In derselben Zeit besuchte Badrikian zudem die NATO Sommerschule über probabilistische Methoden in der Analysis und gab Gastvorlesungen an der Université du Québec, an der University of Toronto sowie in Wien.
Im Jahr 1969 bis 1970 nahm Badrikian am Seminar Laurent Schwartz teil und hielt dort fünf Vorträge. Im April 1971 war er am Kolloquium für Funktionalanalysis in Bordeaux und im Juni 1973 besuchte er zusammen mit Simon Chevet das Kolloquium über Gauß-Prozesse in Strasbourg. 1971 gründete er zusammen mit Paul-Louis Hennequin die Sommerschule École d’Été de Probabilités de Saint-Flour. 1974 hielt Badrikian einen Kurs mit dem Titel Prolegomenon zum Wahrscheinlichkeitskalkül in Banach-Räumen, welcher später publiziert wurde.
1982 hielt er Vorlesungen an der Universität Mossul im Irak und im selben Jahr wurde er als Redner beim internationalen Kolloquium über Maßtheorie und ihren Anwendungen an der Université de Sherbrooke in Kanada eingeladen. 1986 kehrte er nach Sherbrooke zurück und hielt dort eine Vorlesung über stochastische Analysis. 1987 besuchte er wieder Sherbrooke sowie die Universitäten in Montreal und Ottawa. 1988 wurde er ans Chinesisch-Französische Zentrum für Mathematik in Wuhan in China eingeladen. Er besuchte China bis zu seinem Tod insgesamt sieben Mal. 1989 gab er einen Kurs über stochastische Integration und stochastische Differentialgleichungen an der Universidad de Chile in Santiago de Chile. 1990 wurde er vom Assoziierten Professor zum außerordentlichen Professor ernannt. 1991 wurde er von der Latein-Amerikanischen Schule für Wahrscheinlichkeit und Statistik eingeladen, einen Kurs zu halten. 1992 ging er nach Breslau in Polen um eine wissenschaftliche Partnerschaft aufzubauen.
Am 31. Juli 1994 starb Badrikian beim Sturz in eine Gletscherspalte des Glacier des Bossons, als er sich auf eine neue Besteigung des Mont-Blanc-Massivs vorbereitete.
Badrikian war der Doktorvater von Pierre Bernard.

## Auszeichnungen
- Médaille de bronze des CNRS
- Mitglied der American Mathematical Society.[2]

## Publikationen (Auswahl)
- Propriétés permanentes des trajectoires de processus, in Colloque d'analyse fonctionnelle (Bordeaux, 1971), Mémoires de la Société Mathématique de France, no. 31-32 (1972), pp. 21-29. doi:10.24033/msmf.59
- mit S. Chevet: Questions liées à la théorie des espaces de Wiener. Colloque sur les processus Gaussiens et sur les distributions aléatoires. Strasbourg 1973. Annales de l'Institut Fourier, Volume 24 (1974) no. 2, pp. 1-25.
- Prolégomènes au calcul des probabilités dans les Banach. Ecole d’Eté de Saint-Flour (1975). Springer-Berlin ( L.N.539) (1976)
- Fonctions convexes et mesures cylindriques. Conv. sull misure su gruppi e su spazi vect. Rome 1975. Academic Press, London (1977) pp.139-176.
- Transformation of Gaussian Measures. Ecole Latino Americaine de Proba. et Stats., Santiago du Chili 1991. (dans cet ouvrage pp.13-58).
- Calcul stochastique anticipatif par rapport à une mesure Gaussienne. Séminaire d’analyse moderne, Sherbrooke, Juillet 1986. Université de Sherbrooke (1988) 270p
- mit G. W. Johnson und Il Yoo: The composition of operator-valued measurable functions is measurable. Proc. A.M.S., Vol.123, n°6, Juin 1995, pp.1815-1820.
- mit Ali S. Üstünel: Radonification of cylindrical semimartingales on Hilbert spaces. Annales mathématiques Blaise Pascal, Volume 3 (1996) no. 1, pp. 13-21.
- Measurable linear mappings from a Wiener space. Annales mathématiques Blaise Pascal, Volume S3 (1996), pp. 59-113.
- Martingales hilbertiennes. Annales mathématiques Blaise Pascal, Volume S3 (1996), pp. 115-171.

### Bücher
- Séminaire sur les Fonctions Aléatoires Linéaires et les Mesures Cylindriques (1970). Lecture Notes in Mathematics, vol 139. Springer, Berlin, Heidelberg. doi:10.1007/BFb0067894
- Mesures Cylindriques, Espaces de Wiener et Fonctions Aléatoires Gaussiennes (1974). Lecture Notes in Mathematics, vol 379. Springer, Berlin, Heidelberg. doi:10.1007/BFb0060494
- mit Jia-An Yan und Paul-André Meyer: Probability And Statistics: French-chinese Meeting - Proceedings Of The Wuhan Meeting. (1993). Singapur: World Scientific Publishing Company.